# 祁崑
祁崑（1894年—1940年），字景西，号井西居士，北京人。
善山水畫，得明人文徵明之遺意。有《松声雲影》傳世。又精篆刻。生平喜歡養狗，床上床下有狗十餘頭。